# Société gallo-américaine
La Société Gallo-américaine, est le nom donné à un groupe politique de la Révolution française créé en 1787.

## Création et objectifs
Jacques Pierre Brissot dit de Warwille, sur le conseil du banquier genevois Étienne Clavière, avec Nicolas Bergasse et Crèvecoeur, fonde en janvier 1787 une « Société Gallo-Américaine » et publie la même année un Traité de la France et des États-Unis qui fait l'apologie des institutions de la nouvelle république américaine libérée du despotisme de la monarchie anglaise.
L'année suivante, Brissot l'Américain fonde le 19 février 1788 la Société des amis des Noirs dont le nom est inspiré de celui de la Société des Amis ou Quakers établie en Pennsylvanie et à laquelle appartenaient Franklin et Thomas Paine. Elle est réunie à l'Hôtel de Lussan, rue Croix-des-Petits-Champs à Paris, par le Marquis de Condorcet  qui considérait que la Révolution américaine était le signe annonciateur d'un « renouvellement du Globe » et de l'abolition de l'esclavage.

## Membres
Cette société des personnalités de la révolution américaine et les futurs acteurs de la Révolution française :
- Brissot ;
- Nicolas Bergasse ;
- Saint-Jean Crèvecoeur, auteur des Lettres d'un cultivateur américain publiées en 1784 ;
- Étienne Clavière, banquier genevois, ami de l'Abbé de Talleyrand, de Mirabeau, de Brissot[1] ;
- Franklin ;
- Le Marquis de La Fayette, ancien combattant de la guerre d'Indépendance américaine, futur fondateur de la Garde nationale .

## Sources et bibliographie
- Jean Lombard, La Face cachée de l'histoire moderne, t. I, Madrid, Éditions Rivadeneyra, 1984